# Åsbo kyrka
Åsbo kyrka är en kyrkobyggnad i Åsbo i Linköpings stift. Den tillhör Boxholms församling.

## Kyrkobyggnaden
Åsbo kyrka ligger på en höjd med utsikt över Åsboåns dalgång, omkring en mil söder om Mjölby. På kyrkogården finns även ett gravkapell. Intill kyrkan ligger klockargården, Åsbo skola och viss villabebyggelse samt kyrkstallar. 500 meter öster om kyrkan ligger prästgården och församlingshemmet.
Kyrkan uppfördes under 1100-talet och invigdes enligt traditionen år 1181 av biskop Colo, eller Col, i Linköping (död 1195). Under 1400-talet räckte kyrkan inte längre till och byggdes därför ut åt öster och fick då ett rakt avslutat kor med samma bredd som långhuset. Samtidigt tillkom en ny sakristia. Vid 1400-talets mitt försågs kyrkorummet med tre lika stora kryssvalv.
Stora förändringar ägde rum 1749, då kyrkorummet utvidgades med en korsarm åt norr och sakristian förlängdes. Kryssvalven ersattes då av brädtunnvalv, murarna höjdes och fönstren förstorades. 1774 blåste klockstapeln ned och ersattes året därpå med nuvarande kyrktorn. Genomgripande restaureringar genomfördes åren 1847–1855 och 1936–1938.

## Inventarier
- Dopfunt av sandsten från 1200-talet[3]
- Pietàbild i ek från 1400-talet[3]
- Skulptur i ek av Anna själv tredje från 1500-talet[3]
- Triumfkrucifix från 1400-talet[1]

### Orgeln
- 1648 uppfördes en orgelläktare i kyrkan, skänkt av Anders Stråle af Sjöared och 1649 sattes ett positiv där skänkt av samma person.[5] Denna lilla orgel togs bort första hälften av 1700-talet.
- 1788 skänktes en orgel till Åsbo kyrka. År 1681 hade den inköpts för 500 daler kopparmynt, bekostad delvis av Johan Lilje, och uppsatts i Ekeby kyrka, Östergötland. Den hade 7 stämmor. Pehr Schiörlin hjälpte till med reparation vid uppsättningen av orgeln i Åsbo kyrka som år 1789 satt på plats. 1845 måste den nästintill obrukbara orgeln repareras.
- 1867 byggdes en ny orgel av Per Åkerman som hade 8 stämmor. 1886 ändrades och tillbakaflyttades orgeln.
- 1939 byggdes en ny orgel av E. A. Setterquist & Son Eftr. i Örebro och har nu 14 stämmor, pedal och 2 manualer. Fasaden är från orgeln byggd 1867. Orgeln är pneumatisk med registersvällare och har 3 fria kombinationer. Tonomfånget är 56/30.

| Huvudverk I         | Svällverk II  | Pedal           | Koppel    |
| Borduna 16’         | Rörflöjt 8’   | Subbas 16’      | I/P       |
| Principal 8’        | Salicional 8’ | Borduna 8’ (tr) | II/P      |
| Flûte harmonique 8’ | Gemshorn 4’   | Gemshorn 4'     | II/I      |
| Oktava 4’           | Nasard 2 2⁄3’ |                 | I 4'/I    |
| Mixtur 3 chor       | Oktava 2'     |                 | II 16'/I  |
| Trumpet 8’          |               |                 | II 16'/II |
|                     |               |                 | II 4'/P   |

## Organister
- 1842-1874 Johan Geijer
- 1874-(åtminstone 1909) Carl Magnus Ståhl